# Manhattan special
Manhattan special är en deckarbokserie (Libris 349301) inom Wahlströms bokförlag. 
| Volym | Titel                | Originaltitel           | Författare        | Utgivningsår |
| ----- | -------------------- | ----------------------- | ----------------- | ------------ |
| 1     | Hemlig last          | The action of the tiger | Gordon Parker     | 1983         |
| 2     | Farligt byte         | Mike Dime               | Barry Fantoni     | 1983         |
| 3     | Inringad             | Siege                   | Peter Cave        | 1983         |
| 4     | Den heta jakten      | The hot car             | Lou Cameron       | 1983         |
| 5     | Farligt alibi        | Stickman                | Barry Fantoni     | 1983         |
| 6     | Nattens terror       | The children's zoo      | Lillian O'Donnell | 1984         |
| 7     | Levande lockbete     | Opalesque               | Bernard Boucher   | 1984         |
| 8     | Skräckens hav        | Terror at sea           | Dean W. Ballenger | 1984         |
| 9     | Farlig gräns         | The Chamdo raid         | John Miller       | 1984         |
| 10    | Dödliga skuggor      | The Stalin account      | Kenneth Royce     | 1984         |
| 11    | Kall som döden       | Traverse of the gods    | Bob Langley       | 1984         |
| 12    | Röd gräns            | A fine private place    | John Simpson      | 1985         |
| 13    | Det svarta guldet    | Under a raging sky      | Daniel Carney     | 1985         |
| 14    | Farlig kurs          | Double griffin          | Patrick Blake     | 1985         |
| 15    | En bild av död       | The Dennecker code      | J. C. Pollock     | 1985         |
| 16    | Bäddat för mord      | To die in Beverly Hills | Gerald Petievich  | 1985         |
| 17    | Scarface - gangstern | Scarface                | Paul Monette      | 1985         |
| 18    | Jagat byte           | Centrefuge              | J.C. Pollock      | 1985         |